# Metroplexul Dallas–Fort Worth
Metroplexul Dallas–Fort Worth, desemnat oficial Dallas–Fort Worth–Arlington de către Biroul de Management și Buget al SUA⁠(d), este cea mai populată zonă statistică metropolitană din statul american Texas și din sudul Statelor Unite, cuprinzând 11 comitate. Orașele sale nucleu dominante din punct de vedere istoric sunt Dallas și Fort Worth. Este centrul economic și cultural al Texasului de Nord⁠(d). Locuitorii din zonă îi mai spun DFW (codul pentru Aeroportul Internațional Dallas Fort Worth) sau Metroplex. Populația zonei statistice metropolitane Dallas–Fort Worth–Arlington a fost de 7.637.387, conform recensământului din 2020 al Biroului Recensământului al SUA, ceea ce o face a patra zonă metropolitană ca mărime din SUA și a unsprezecea ca mărime⁠(d) din America. În 2016, zona metropolitană Dallas–Fort Worth a avut cea mai mare creștere anuală a populației din Statele Unite. Până în 2023, Biroul Recensământului al SUA a estimat că populația zonei metropolitane Dallas-Fort Worth a crescut la 8.100.037, având cea mai mare creștere numerică dintre toate zonele metropolitane din Statele Unite.
Economia regiunii metropolitane, denumită și Silicon Prairie, se bazează în principal pe sectorul bancar, comerț, asigurări, telecomunicații, tehnologie, energie, asistență medicală, cercetare medicală, transport⁠(d), producție și logistică. Începând cu 2022, Dallas–Fort Worth găzduiește 23 de companii Fortune 500, a patra cea mai mare concentrație de companii Fortune 500 din Statele Unite, după New York (62), Chicago (35) și Houston (24). În 2016, economia metropolitană a depășit Houston, a doua cea mai mare zonă metropolitană din Texas, pentru a deveni a patra cea mai mare din SUA. S. Metroplexul Dallas-Fort Worth s-a lăudat cu un PIB de puțin peste 620,6 miliarde de dolari în 2020 (deși ambele regiuni metropolitane au schimbat locurile de mai multe ori de când a început înregistrarea PIB-ului). Dacă Metroplexul ar fi un stat suveran, ar avea a douăzecea cea mai mare economie din lume începând cu 2019. În 2015, zona metropolitană aglomerată ar ocupa locul al nouălea ca mărime economică⁠(d) dacă ar fi un stat american. În 2020, Dallas–Fort Worth a fost recunoscută drept a 36-a cea mai bună zonă metropolitană pentru profesioniștii STEM din SUA.
Metroplexul Dallas–Fort Worth cuprinde cea mai mare concentrație de colegii și universități din Texas. Centrul Medical UT Southwestern⁠(d) găzduiește șase laureați ai Premiului Nobel și a fost clasat pe locul 1 în lume printre instituțiile de sănătate în domeniul științelor biomedicale. Metroplexul este, de asemenea, a doua cea mai populară metropolă pentru megabiserici din Texas (în urma zonei metropolitane Greater Houston⁠(d)), clasată cea mai mare zonă statistică metropolitană creștină din SUA, și are una dintre cele mai mari comunități LGBT din Texas⁠(d) din 2005.

## Etimologie
Un cuvânt telescopat din metropolă și complex, termenul metroplex este atribuit lui Harve Chapman, un vicepreședinte executiv al Tracy-Locke din Dallas, una dintre cele trei agenții de publicitate care au lucrat cu North Texas Commission (NTC) la strategiile de comercializare a regiunii. NTC a acordat drepturi de autor pentru termenul „Southwest Metroplex” în 1972, ca înlocuitor al termenului „North Texas”, care, potrivit studiilor, nu era identificabil în afara statului. De fapt, doar 38% dintre participanții la un sondaj au identificat Dallas și Fort Worth ca făcând parte din „North Texas”, Texas Panhandle⁠(d) fiind, de asemenea, un răspuns corect perceput, fiind cea mai nordică regiune din Texas.

## Geografie
United States Census Bureau a stabilit că metroplexul cuprinde 9.286 square milei (24.100 km2) din suprafața totală; 8.991 mi2 (23.290 km2) este uscat, iar 295 mi2 (760 km2) este acoperit de apă. Zona metropolitană conurbată are o suprafață mai mare decât statele americane Rhode Island și Connecticut împreună, și mai mare decât New Jersey. Dacă zona metropolitană ar fi un stat suveran, ar ocupa locul 162 cel mai mare stat după suprafața totală, după Liban. U.S. Office of Management and Budget combină metroplexul Dallas-Fort Worth cu zona metropolitană Sherman-Denison și șapte zone statistice micropolitane pentru a forma zona statistică combinată Dallas-Fort Worth TX-OK.
Metroplexul Dallas-Fort Worth se întinde în cea mai mare parte pe prerie, cu câteva dealuri ondulate create de mâna omului tăiate de pârâuri și râuri înconjurate de terenuri împădurite. Metroplexul Dallas-Fort Worth este situat în regiunea Texas blackland prairie, denumită astfel pentru solul său negru fertil care se găsește în special în zonele rurale din comitatele Collin, Dallas, Ellis, Hunt, Kaufman și Rockwall.
Multe zone din comitatele Denton, Johnson, Parker, Tarrant și Wise sunt situate în Fort Worth Prairie din nordul Texasului, care are un sol mai puțin fertil și mai stâncos decât cel al preriei Texas blackland; majoritatea terenurilor rurale din preria Fort Worth sunt terenuri de fermă. Un mare câmp de gaze naturale onshore, Barnett Shale, se află sub această zonă; în comitatele Denton, Tarrant și Wise există numeroase puțuri de gaze naturale. Schimbarea continuă a utilizării terenurilor are ca rezultat câmpuri de cultură împrăștiate, înconjurate de construcții rezidențiale sau comerciale. La sud de Dallas și Fort Worth se află o linie de dealuri accidentate care merge de la nord la sud cu aproximativ 15 mile (24 km) și care arată similar cu Texas Hill Country 200 mile (320 km) la sud.

## Demografie
Din punct de vedere numeric, metroplexul este zona metropolitană cu cea mai rapidă creștere din SUA. La recensământul din 2020 din SUA 7.637.387 persoane locuiau în zonă, față de 6.371.773 în 2010, și 2.974.805 în 1970. În 2020, compoziția rasială a metroplexului Dallas-Fort Worth era de 42% alb nehispanic, 16% negru sau afro-american, 8% asiatic, 3-4% două sau mai multe rase și 29% hispanic sau latino-american de orice rasă. Conform informațiilor colectate de la North Texas Commission, componența rasială și etnică a metroplexul era de 46% albi non-hispanici, 15% afro-americani, 7% asiatic americani și 3% din alte rase în 2017. Din punct de vedere etnic, hispanici și latino-americani de orice rasă reprezentau 29% din populația metropolitană. Din 2010 până în 2017, hispanicii și latinii au crescut cu aproximativ 38,9%, urmați de negri și afro-americani.
În 2015, un număr estimat de 101.588 de rezidenți născuți în străinătate s-au mutat în Metroplex. Din populația imigrantă, 44,1% proveneau din America Latină, 35,8% din Asia, 7,1% din Europa și 13,1% din Africa. În 2010, au imigrat 77.702 cetățeni străini; aproximativ 50,6% proveneau din America Latină, 33,0% din Asia, 7,3% din Europa și 9,1% din Africa. În timpul American Community Survey din 2020, aproximativ 18,5% din populație era născută în străinătate, cu 56% din America Latină, 30% din Asia, 8% din Africa, 4% din Europa și 1% din altă parte a Americii de Nord.
Venitul mediu pe gospodărie în Dallas-Fort Worth a fost mai mare decât media statului în 2017, iar rata șomajului (3,6%) și a sărăciei a fost mai mică. Venitul mediu pentru bărbați a fost de 52.492 $ și de 44.207 $ pentru femei. În 2019, venitul pe cap de locuitor din DFW a fost de 72.265 de dolari. În 2010, venitul median pentru o gospodărie din zona metropolitană a fost de 48.062 de dolari, iar venitul median pentru o familie a fost de 55.263 de dolari. Bărbații au avut un venit median de 39.581 $, față de 27.446 $ pentru femei. venitul pe cap de locuitor pentru Metroplex în ansamblu a fost de 21.839 de dolari.